# Tetragnatha parvula
Tetragnatha parvula là một loài nhện trong họ Tetragnathidae.
Loài này thuộc chi Tetragnatha. Tetragnatha parvula được miêu tả năm 1891 bởi Thorell.